# Mohamed Tazi
Mohamed Tazi (arabisch محمد التازي, DMG Muḥammad at-Tāzī; * 8. November 1928 in Taza; † 8. Januar 2011 in Toulouse) war ein marokkanischer Diplomat.

## Werdegang
Von 8. März 1971 bis 17. September 1976 war er Botschafter in Amman.
Von 1981 bis 1985 war er Botschafter in Tunis und Ständiger Vertreter der marokkanischen Regierung bei der Arabischen Liga.
1986 hatte er Exequatur als Generalkonsul in Marseille.
Von 1988 bis 1991 war er Botschafter in Kairo.
Von 1993 bis 1994 war er Botschafter in Riad.